# Michael Brüggemann (Kommunikationswissenschaftler)
Michael Brüggemann ist ein deutscher Kommunikationswissenschaftler und Hochschullehrer. Seit 2015 ist er Professor für Kommunikationswissenschaft, Klima- und Wissenschaftskommunikation an der Universität Hamburg.

## Akademische Laufbahn
Brüggemann studierte Kommunikationswissenschaft und schloss dieses Studium mit einer 2002 im Reinhard Fischer Verlag, München, publizierten Diplomarbeit über crossmediale Vernetzung von print und online ab. Von 2002 bis 2007 war er an den Universitäten München und Bremen in Forschung und Lehre tätig. 2007 promovierte er an der Universität Hamburg zum Dr. phil. 2010 wechselte er als Oberassistent an die Universität Zürich. 2014 wurde er in Zürich mit einer Arbeit über Transnationale Kommunikation und Journalismus im Wandel habilitiert. Im Februar 2015 hat ihn die Universität Hamburg zum Professor für Kommunikationswissenschaft, Klima- und Wissenschaftskommunikation berufen, wo er als Forschungsgruppenleiter am Exzellenzcluster „Integrated Climate System Analysis and Prediction“ (CliSAP) aktiv ist.

## Schriften (Auswahl)

### Monographien und Sammelbände
- Michael Brüggemann, Simone Rödder (Hrsg.). Global Warming in Local Discourses: How Communities around the World Make Sense of Climate Change. Cambridge, UK: Open Book Publishers, 2020, ISBN 978-1-783-74959-1.
- Hartmut Weßler et al.: Transnationalization of Public Spheres. Basingstoke: Palgrave Macmillan, 2008, ISBN 978-0-230-22983-9.
- Europäische Öffentlichkeit durch Öffentlichkeitsarbeit? Die Informationspolitik der Europäischen Kommission. Wiesbaden 2008, (zugl. Diss. 2007) ISBN 978-3-531-15704-7.
- Hartmut Weßler, Michael Brüggemann: Transnationale Kommunikation. Eine Einführung. Wiesbaden 2007, ISBN 978-3-531-15008-6.
- The missing link. Crossmediale Vernetzung von print und online. Fallstudien führender Print-Medien in Deutschland und den USA. München 2002, (zugl. Diplomarbeit 2001) ISBN 978-3-88927-310-9.

### Journal-Beiträge
- Stefanie Walter et al.: Echo Chambers of Denial: Explaining User Comments on Climate Change. In: Environmental Communication. Band 12, Nr. 2, 2018, S. 204–217, doi:10.1080/17524032.2017.1394893.
- Michael Brüggemann et al.: The appeasement effect of a United Nations climate summit on the German public. In: Nature Climate Change. Band 7, 2017, S. 783–787, doi:10.1038/nclimate3409.
- Michael Brüggemann, Sven Engesser: Beyond false balance: How interpretive journalism shapes media coverage of climate change. In: Global Environmental Change. Band 42, 2017, S. 58–67, doi:10.1016/j.gloenvcha.2016.11.004.
- Sven Engesser, Michael Brüggemann: Mapping the minds of the mediators: The cognitive frames of climate journalists from five countries. In: Public Understanding of Science. Band 25, Nr. 7, 2016.
- Michael Brüggemann et al.: Hallin and Mancini Revisited: Four Empirical Types of Western Media Systems. In: Journal of Communication. Band 64, Nr. 6, 2014, S. 1037–1065, doi:10.1111/jcom.12127.
- Michael Brüggemann, Sven Engesser: Between Consensus and Denial. Climate Journalists as Interpretive Community. In: Science Communication. Band 36, Nr. 4, 2014, S. 399–427, doi:10.1177/1075547014533662.
- Michael Brüggemann: Between Frame Setting and Frame Sending: How Journalists Contribute to News Frames. In: Communication Theory. Band 24, Nr. 1, 2014, S. 61–82, doi:10.1111/comt.12027.
- Michael Brüggemann, Katharina Kleinen-von Königslöw: `Let's Talk about Europe'. Why Europeanization Shows a Different Face in Different Newspapers. In: European Journal of Communication. Band 24, Nr. 1, 2009, S. 27–48.
- Steffanie Sifft et al.: Segmented Europeanization: Exploring the Legitimacy of the European Union from a Public Discourse Perspective. In: Journal of Common Market Studies. Band 45, Nr. 1, 2007, S. 127–155, doi:10.1111/j.1468-5965.2007.00706.x.